# Vila Nova de Milfontes
Vila Nova de Milfontes és una freguesia portuguesa del concelho de Odemira, districte de Beja, situada en el marge nord de la foz del Riu Mira. Està inclosa en el Parque natural del Suroeste Alentejano y Costa Vicentina.
Té una superfície de 76,48 km² i 5.031 habitants (Cens 2011), amb una densitat de població de 65,9 hab/km².

## Història
Vila Nova de Milfontes va ser fundada el 1486 arran d'un reial decret promulgat per Joan II de Portugal.
En les últimes dècades del segle xvi, la localitat va patir diversos atacs de pirates i corsaris, la majoria procedents de les costes del nord d'Àfrica. Un dels principals atacs va ser el que es va produir el 1582: després d'aquest atac, es va construir un fort defensiu.
Durant el segle xix, Vila Nova de Milfontes va deixar de ser un municipi independent i la localitat es va incorporar al municipi d'Odemira.
El 7 d'abril de 1924, el primer vol entre Portugal i Macau va sortir prop de Vila Nova de Milfontes.

## Patrimoni
- Fort de São Clemente o Castell de Vila Nova de Milfontes
- Parque natural del Suroeste Alentejano y Costa Vicentina
- Església matriu: Iglesia de Nossa Senhora da Graça (Vila Nova de Milfontes)
- Ermita de São Sebastião (Vila Nova de Milfontes)

## Galeria

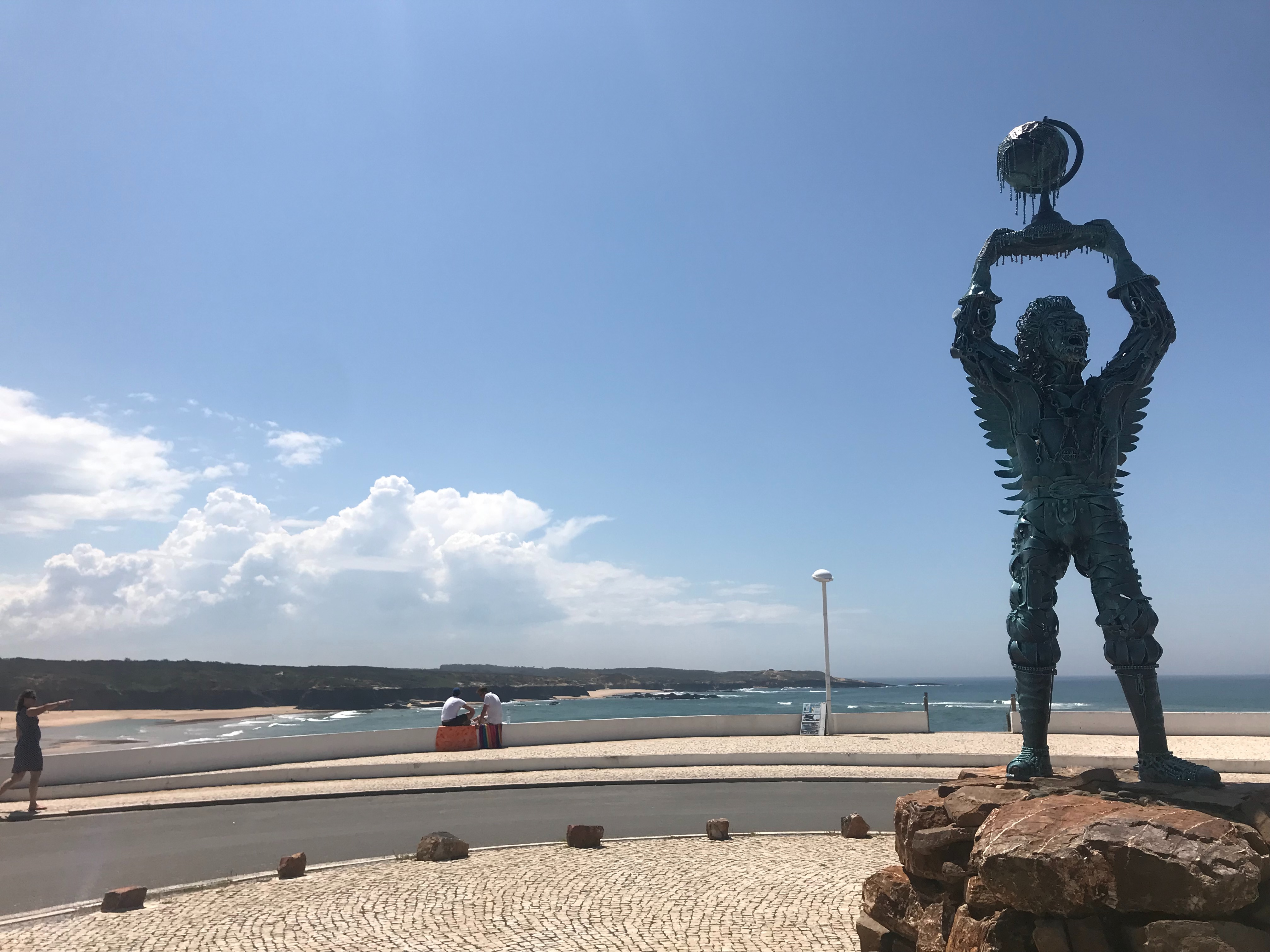
Parque Natural del Suroeste Alentejano y Costa Vicentina
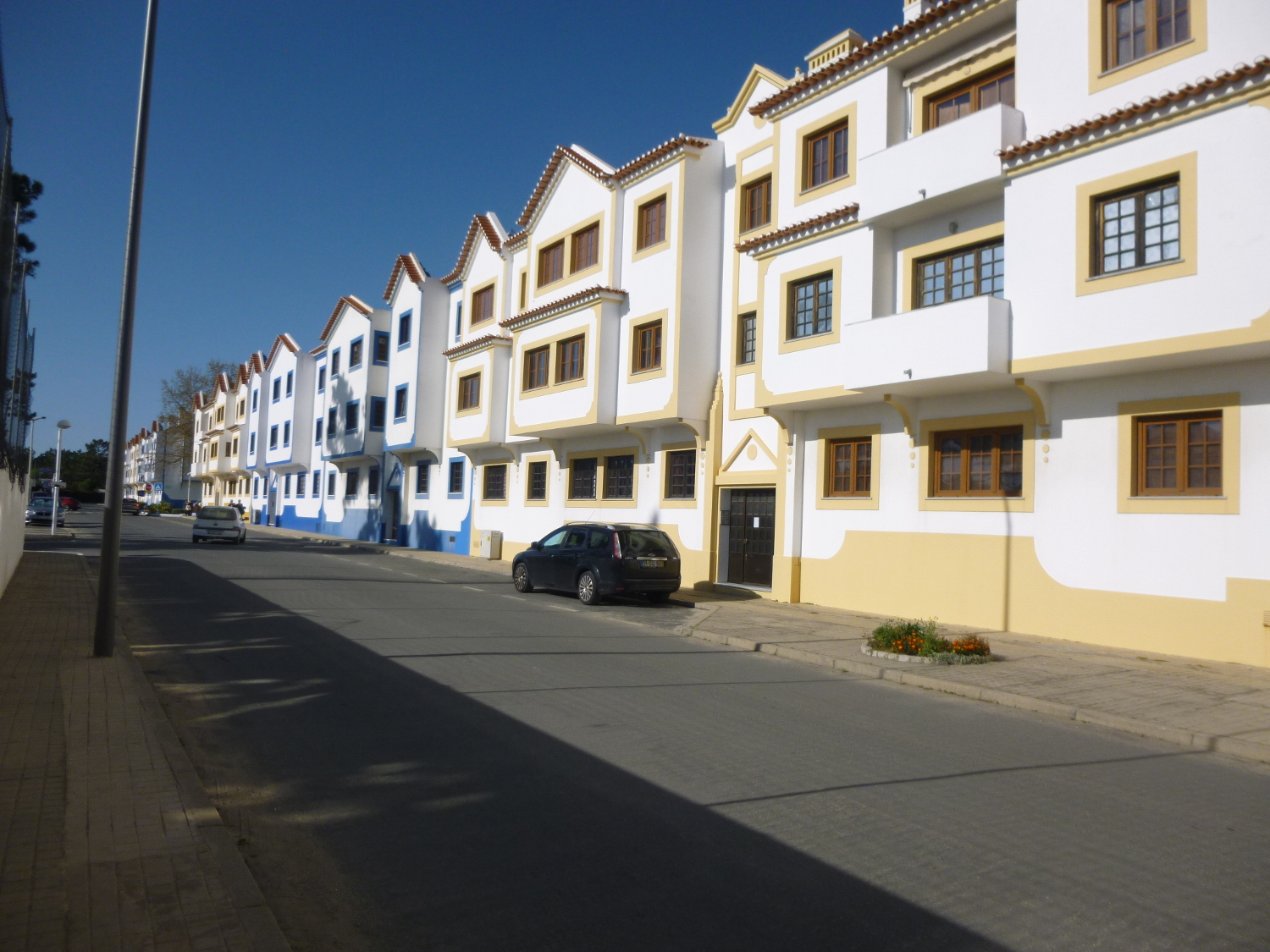
Edificio Vila Nova de Milfontes
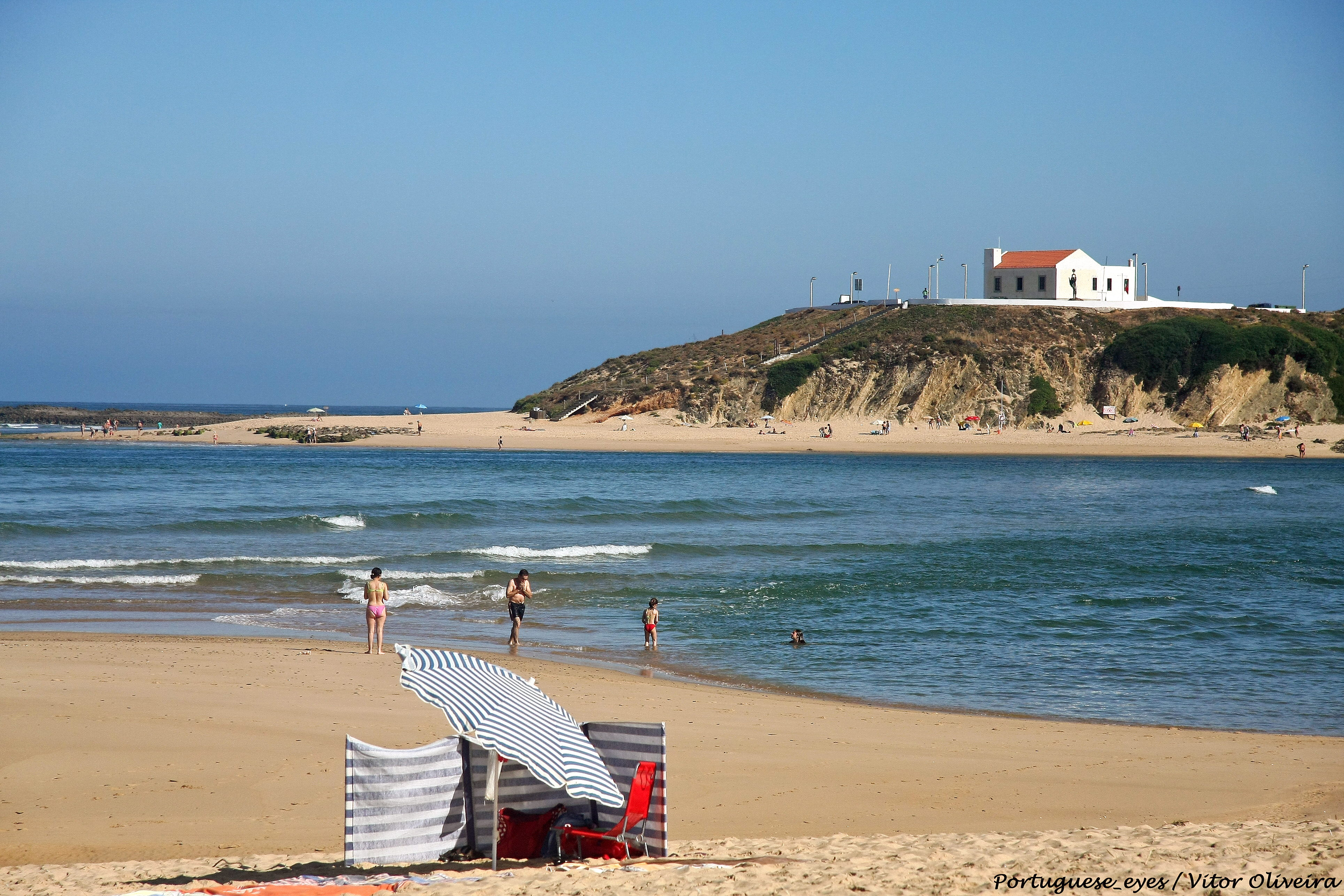
Vila Nova de Milfontes: Praia das Furnas
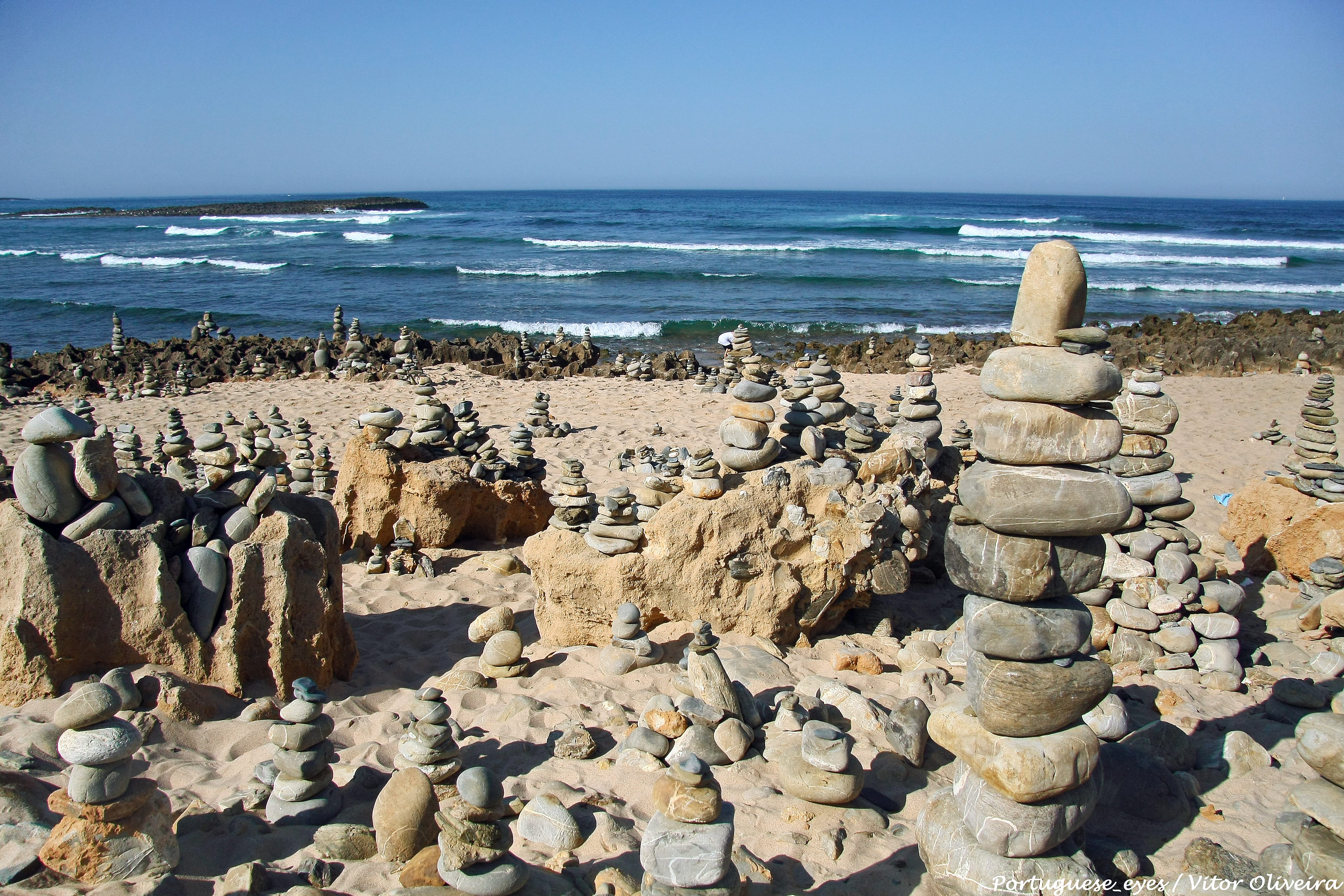
Vila Nova de Milfontes: Praia do Farol
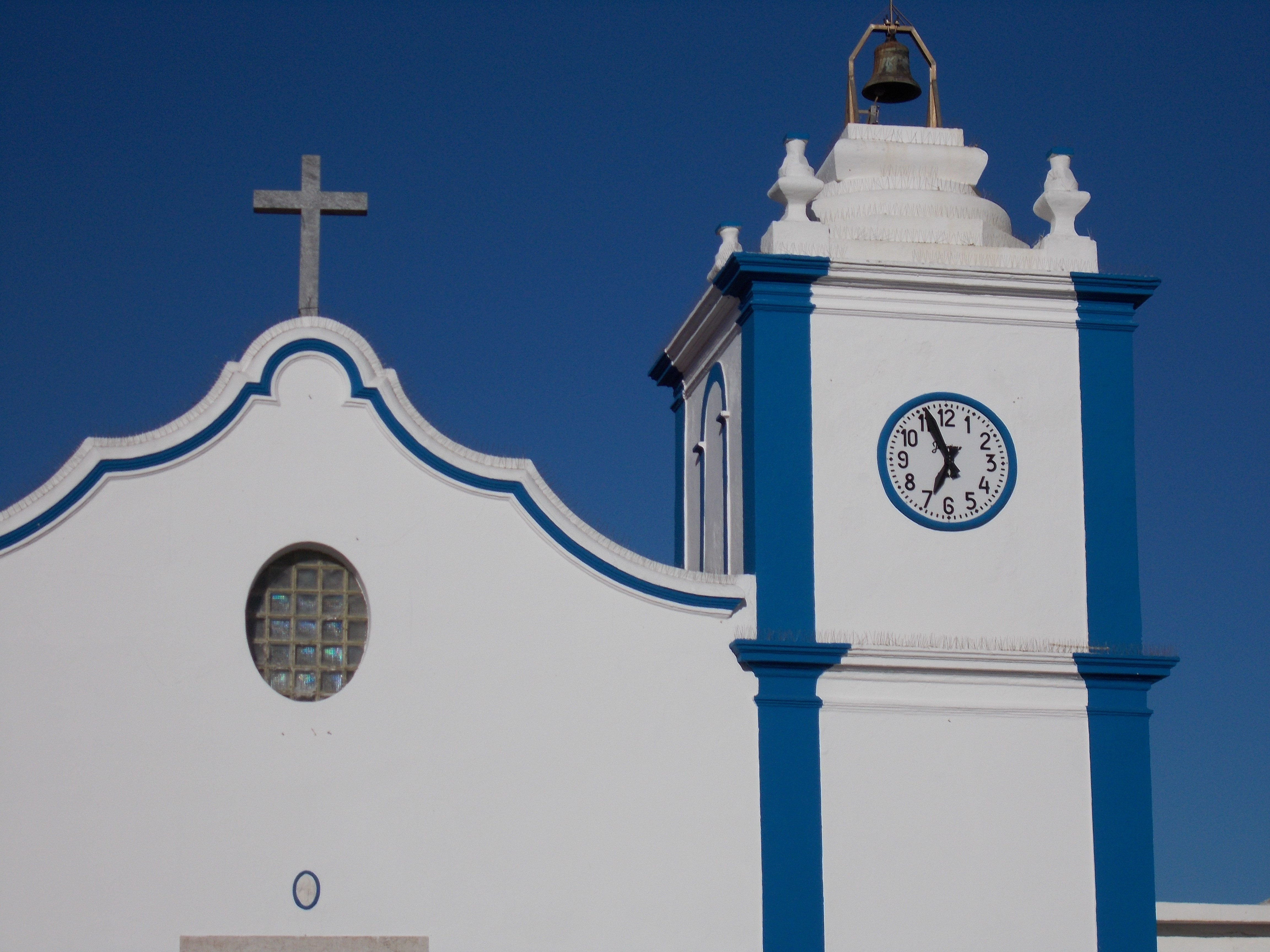
Vila Nova de Milfontes: l'església de Nostra Signora della Grazia
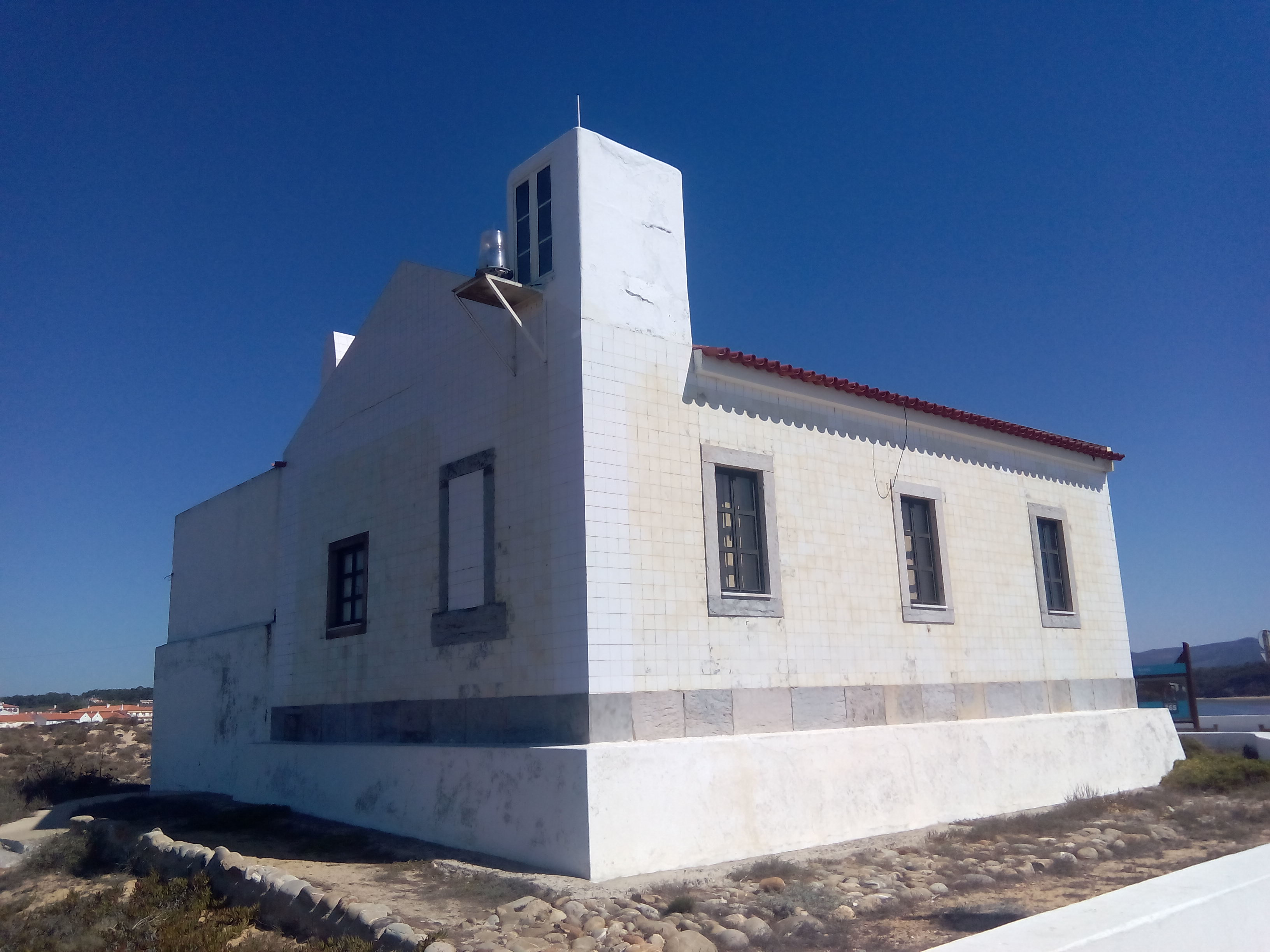
Far de Vila Nova de Milfontes, Portugal
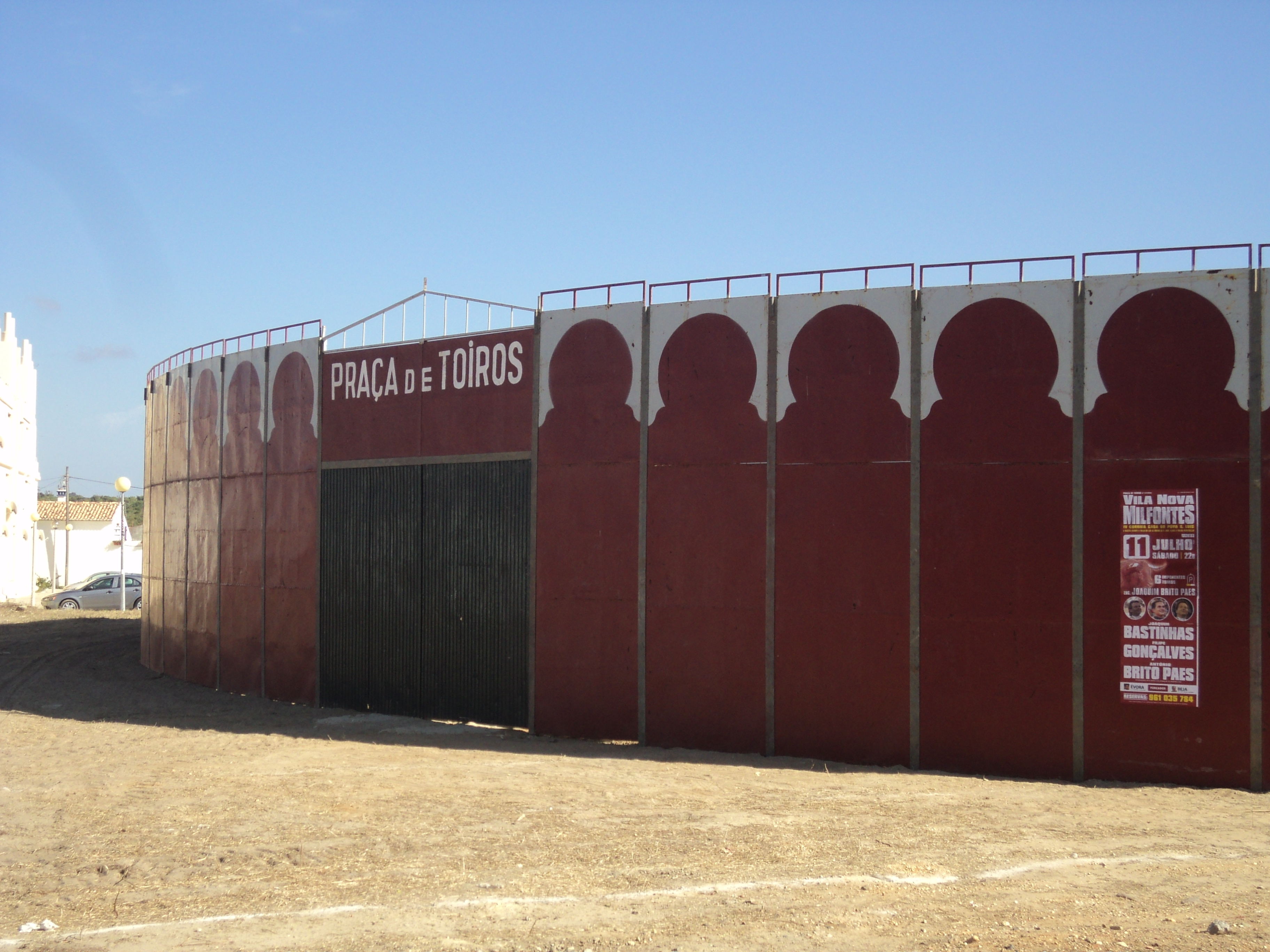
Praça de toiros da vila